# D.U.P.のWelcome!PARTY☆NIGHT
『D.U.P.のWelcome!PARTY☆NIGHT』（ディーユーピーのウェルカムパーティナイト）は、アニメ『デ・ジ・キャラット』に関連したインターネットラジオ番組。BEAT☆Net Radio!にて2004年10月から12月まで配信された。
2004年12月26日のD.U.P.ラストコンサートに向けて10月1日にプレ放送を配信、本放送が15日から配信開始された。ラストコンサート終了後、12月29日から翌年1月4日にかけて、コンサート終了後の3人のコメントが配信された。 

## パーソナリティー
- 真田アサミ(デ・ジ・キャラット役)
- 氷上恭子(ラ・ビ・アン・ローズ役)
- 沢城みゆき(プチ・キャラット役)

| スタブアイコン | サブスタブ | この項目は、まだ閲覧者の調べものの参照としては役立たない、ラジオ番組に関連した書きかけの項目です。この項目を加筆・訂正などしてくださる協力者を求めています（P:ラジオ/PJ:放送番組）。 |